# Diaza-Cope-Umlagerung
Die Diaza-Cope-Umlagerung ist eine Umlagerungsreaktion aus dem Bereich der Organischen Chemie und wie die Claisen-Umlagerung (Oxa-Cope-Umlagerung) eine nach dem US-amerikanischen Chemiker Arthur C. Cope (1909–1966) benannte Heteroatom-Variante der Cope-Umlagerung. Es handelt sich um eine [3,3]-sigmatrope Umlagerung  bei chemischen Verbindungen aus der Stoffgruppe der Imine, die ein 2,5-Diazahexa-1,5-dien-Strukturelement aufweisen.

## Beispiele
1971 wurde von Michael Dewar vorhergesagt, dass bei einem 3,7-Diazasemibullvalen, einem Semibullvalen, bei dem die Doppelbindungen durch Iminogruppen ersetzt sind, die Aktivierungsenergie der Diaza-Cope-Umlagerung durch die beiden Stickstoffatome energetisch soweit abgesenkt wird, dass der „bishomoaromatische“ Übergangszustand energieärmer als der klassische Grundzustand wird.
Auch wenn eine experimentelle Bestätigung dieser Voraussage bislang aussteht, wurde in der Folgezeit der Einfluss der Heteroatome auf die Aktivierungsenergie bei der Diaza-Cope-Umlagerung anhand einfach zugänglicher Modellsubstanzen untersucht. 
Erste Hinweise auf die Diaza-Cope-Umlagerung zeigte die Valenzisomerisierung von Verbindungen, bei denen die wandernde σ-Bindung Teil eines kleinen Ringes ist:
Dabei kann das Primärprodukt der Diaza-Cope-Umlagerung nicht isoliert werden, da es direkt zu einem mit der Imin-Gruppe konjugierten Enamin weiterreagiert.
Das erste Beispiel bei der die Diaza-Cope-Umlagerung nicht durch die Spannung kleiner Ringe erleichtert wird, wurde 1973 publiziert:
Bereits unter milden Bedingungen erfolgt die Bindungsverschiebung bei tetraarylsubstituierten 2,5-Diazahexa-1,5-dienen mit einer hohen Ausbeute.
Sind die vier Arylsubstituenten identisch, so handelt es sich um eine entartete Diaza-Cope-Umlagerung. Untersuchungen mit Deuterium-markierten Ausgangsverbindungen zeigen, dass die Diastereomeren von N,N′-Dibenzyliden-1,2-diphenylethylendiamin dasselbe Gleichgewichtsgemisch aus der meso-Verbindung und den d,l-Enantiomeren ergibt, unabhängig von welchem reinen Diastereomer man ausgeht.